# Fernando de Diego
Fernando de Diego de la Rosa (2 novembre 1919 - 1er juillet 2005) est un journaliste, traducteur et espérantiste hispano-vénézuélien. Né en Espagne, il obtient la nationalité vénézuélienne en 1950.

## Biographie

### Jeunesse
Fernando de Diego nait le 2 novembre 1919 à Guadalajara, en Espagne. Il est le quatrième des six fils de Benigno de Diego, fonctionnaire au ministère des finances, et de Juana de la Rosa. La famille déménage plusieurs fois avant de s’installer définitivement à Saragosse en 1932.
En 1946, il épouse une espagnole avec qui il a un enfant. En 1975, il divorce. Il se remarie par la suite avec une polonaise, Czesława.

### Espérantisation
Fernando de Diego apprend l’espéranto en 1934,. Il ne participe que très peu au mouvement espérantiste, ne se rendant qu’à un seul congrès : celui de Madrid en 1968.

### Fin de vie
Après la mort de son épouse le 9 août 2004, Fernando de Diego revient à Saragosse, en Espagne, où il meurt de vieillesse le 1er juillet 2005, à l’âge de 85 ans,.

## Critiques
Les traductions de Fernando de Diego ont été la cible de plusieurs critiques. Ainsi, Claude Piron écrit « J’admire et apprécie sa maitrise des phrases en espéranto, mais je suis irrité par le choix des mots, souvent inutilement étranger au génie de la langue ». De son côté, Antonio Valén (eo) écrit, en 2001, les mots suivants : « En fait, il utilise rarement des néologismes (oui, oui, croyez-moi !), et sa maitrise de la phrase en espéranto, son sens naturel du rythme et de la mélodie de notre langue rend vraiment tout ce qu’il touche majestueux. De Diego est un maitre, non pour ses quelques néologismes, mais pour son brillant espéranto ».

## Œuvres
- (es) Fernando de Diego de la Rosa, La paz de la guerra, 1938

- (es + eo) Fernando de Diego de la Rosa, Gran diccionario español-esperanto, Miguel Gutiérrez Adúriz (eo), 2003 (ISBN 978-84-920931-3-7, OCLC 433154457)

## Traductions
- (eo) Antonio Machado (trad. de l'espagnol), La Lando de Alvor-gonzález, 1969
- (eo) Federico García Lorca (trad. de l'espagnol), Cigana romancaro, 1971.